# Grange dîmière d'Altorf
La grange dîmière est un monument historique situé à Altorf, dans le département français du Bas-Rhin.

## Localisation
Ce bâtiment est situé au 10 cour de la Dîme à Altorf.

## Historique
L'édifice fait l'objet d'une inscription au titre des monuments historiques depuis 1993.